# Birds of Pray
| Críticas profissionais | Críticas profissionais |
| Pontuações agregadas   | Pontuações agregadas   |
| Fonte                  | Avaliação              |
| ---------------------- | ---------------------- |
| Metacritic             | 50/100                 |
| Avaliações da crítica  |                        |
| Fonte                  | Avaliação              |
| AllMusic               | [ 2 ]                  |
| Alternative Addiction  | [ 3 ]                  |
| Blender                | [ 1 ]                  |
| Entertainment Weekly   | C                      |
| Q                      | [ 1 ]                  |
| Rolling Stone          | [ 5 ]                  |
| Shaking Through        | [ 6 ]                  |
| Stylus Magazine        | F                      |

Birds of Pray é o sexto álbum da banda estadunidense Live, lançado em 2003. O primeiro single, "Heaven" tornou-se o mais bem sucedido single da banda, alcançando o número 59 na Billboard Hot 100. Birds of Pray estreou em 28 na Billboard 200, vendendo mais de 37.000 cópias em sua primeira semana de lançamento.Em agosto de 2005, o álbum alcançou o número de 273 mil cópias vendidas nos EUA. O álbum recebeu críticas mistas com uma classificação de 50 em 100 no Metacritic.

## Faixas
| N.º            | Título                      | Letras                                     | Duração |  |
| 1.             | "Heaven"                    | Ed Kowalczyk                               | 3:49    |  |
| 2.             | "She"                       | Ed Kowalczyk                               | 2:40    |  |
| 3.             | "The Sanctity of Dreams"    | Ed Kowalczyk                               | 3:33    |  |
| 4.             | "Run Away"                  | Ed Kowalczyk                               | 3:53    |  |
| 5.             | "Life Marches On"           | Ed Kowalczyk                               | 2:53    |  |
| 6.             | "Like I Do"                 | Kowalczyk, Patrick Dahlheimer, Chad Taylor | 4:14    |  |
| 7.             | "Sweet Release"             | Ed Kowalczyk                               | 3:02    |  |
| 8.             | "Everytime I See Your Face" | Ed Kowalczyk                               | 3:16    |  |
| 9.             | "Lighthouse"                | Kowalczyk, Taylor                          | 3:08    |  |
| 10.            | "River Town"                | Ed Kowalczyk                               | 4:09    |  |
| 11.            | "Out to Dry"                | Ed Kowalczyk                               | 3:20    |  |
| 12.            | "Bring the People Together" | Ed Kowalczyk                               | 3:02    |  |
| 13.            | "What Are We Fighting For?" | Ed Kowalczyk                               | 3:21    |  |
| Duração total: | Duração total:              | Duração total:                             | 44:20   |  |

| Faixa bônus (versão Inglesa) |                                                          |              |         |  |
| N.º                          | Título                                                   | Letras       | Duração |  |
| 14.                          | "Forever May Not Be Long Enough (Egyptian Dreams Remix)" | Ed Kowalczyk | 4:07    |  |
| 15.                          | "Overcome (Ao vivo na Filadélfia)"                       | Ed Kowalczyk | 4:23    |  |

## Tabelas musicais

### Álbum
| Parada                          | Melhor posição |
| ------------------------------- | -------------- |
| Australian Albums Chart         | 3              |
| Austrian Albums Chart           | 27             |
| Belgian (Flanders) Albums Chart | 4              |
| Belgian (Wallonia) Albums Chart | 33             |
| Danish Albums Chart             | 20             |
| Dutch Albums Chart              | 1              |
| German Albums Chart             | 43             |
| New Zealand Albums Chart        | 10             |
| Norwegian Albums Chart          | 5              |
| Swedish Albums Chart            | 13             |
| Swiss Albums Chart              | 71             |
| UK Albums Chart                 | 199            |
| US Billboard 200                | 28             |

### Singles
| "Heaven"        | 59 | 33 | 19 | — | 30 | 16 |
| "Sweet Release" | —  | —  | —  | — | —  | —  |
| "Run Away"      | —  | —  | —  | — | 41 | —  |